# Rottne Industri

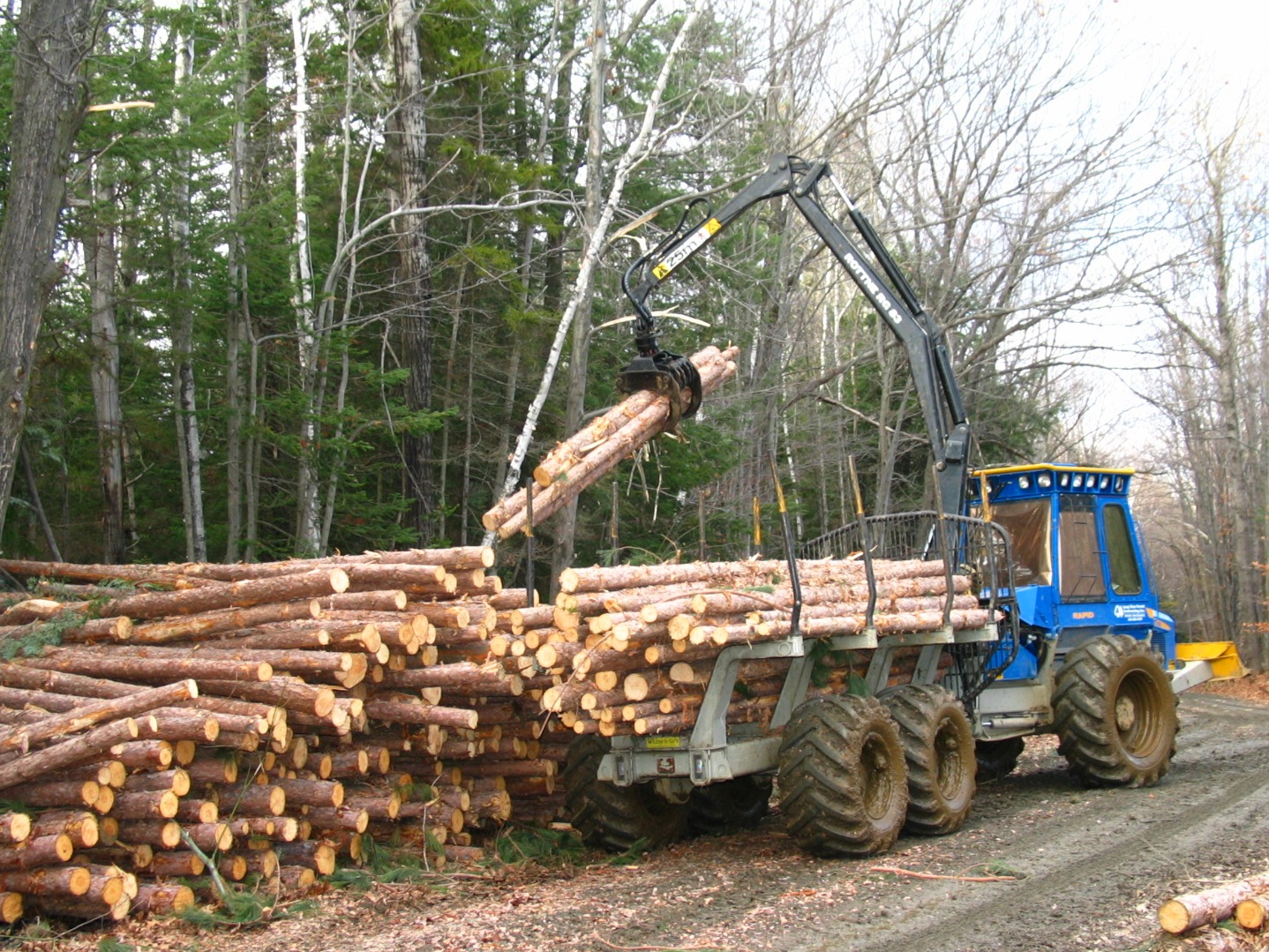
Ein mittelgroßer Forwarder beim Verladen von Baumstämmen

Rottne Industri ist ein Forstmaschinenhersteller aus Rottne in der Gemeinde Växjö in der südschwedischen Provinz Småland.

## Geschichte
Börje Karlsson, der Sohn eines Forstunternehmers, gründete 1955 die Börjes Mekaniska, das Vorläuferunternehmen von Rottne Industri. Damals benutzte sein Vater bereits einen Traktor als Ersatz für das bis dahin übliche Rückepferd. Allerdings mussten die gefällten Baumstämme manuell auf den Traktor geladen werden. Dieses Verfahren erforderte viel Kraft und war unwirtschaftlich, zumal der Traktor mit laufendem Motor nutzlos dabeistand. Deshalb konstruierte und baute Karlsson einen Ladekran, der von der Traktorzapfwelle angetrieben wurde. Auf diesen Ladekran wurden andere Forstunternehmer aufmerksam, sodass Karlsson eine professionellere Version entwickelte, die er verkaufte. 
Rottne Industri ist heute, nach eigenen Angaben, der weltweit viertgrößte Hersteller und Zulieferer von leistungsstarken Forstmaschinen für Kurzholz. Die drei Werke (Rottne, Lenhovda und Stensele) liefern jedes Jahr etwa 200 Forwarder (Rückezug/Tragschlepper), Harvester sowie Harvesteraggregate in vier Kontinenten aus. 1988 übernahm Rottne die schwedische Stensele Mekaniska Verkstad (SMV). In Deutschland hat Kopa-Forstmaschinen die Generalvertretung von Rottne.